# Anhimella thecata
Anhimella thecata är en fjärilsart som beskrevs av Morrison 1875. Anhimella thecata ingår i släktet Anhimella och familjen nattflyn. Inga underarter finns listade i Catalogue of Life.